# WebsiteBaker
WebsiteBaker is een opensource-contentmanagementsysteem geschreven in PHP. Het wordt gebruikt om informatie op het netwerk te publiceren. De belangrijkste drijfveer voor WebsiteBaker is gebruikersgemak. Er hoort een grafisch installatieprogramma bij, dat bedoeld is om een onervaren gebruiker eenvoudig content en informatie te laten publiceren.

## Eigenschappen
- Gebruiksvriendelijke GUI
- Eenvoudig bestand- en mediabeheer
- Sjabloongestuurd, aan te passen per pagina
- Beveiligingscontrole middels toekennen van groepsrechten.
- Online inschrijven, inloggen en wachtwoordherstel
- Aan te passen naar tijdzone, taal, datum- en tijdformaat per gebruiker
- Databaseback-up
- Coderen (om PHP-code in pagina's op te nemen)

## Versie 2.8
Op 15 augustus 2009 is versie 2.8 gelanceerd. Ten opzichte van versie 2.7 zijn een aantal nieuwe onderdelen toegevoegd en bestaande problemen opgelost.
- Droplets zijn toegevoegd.
- jQuery en jQuery UI zijn toegevoegd.
- De administratie website gebruikt nu skins.
- De Codepress editor is vervangen door de EditArea-editor.
- Media kan worden geüpload als zipbestand dat op de server wordt uitgepakt.
- Add-ons kunnen bij de installatie testen of de systeem eisen voldoende zijn.
- Sectie ankers kunnen worden aan- en uitgezet.
- Admin-foutmeldingen kunnen langer worden weergegeven.
- Redirects (Link module) kunnen naar keuze via 301 of 302 HTTP-Statuscodes worden afgehandeld
- Bij de-installatie van modules en templates wordt informatie over eventueel gebruik gegeven.
- De nieuwsmodule is nu volledig meertalig.
- E-mailberichten voor gebruikers die een wachtwoord opvragen zijn meertalig.

Een compleet overzicht van alle opgeloste fouten en verbeteringen zijn te vinden op de website van het project.

## Toepassingsgebied
WebsiteBaker is met name geschikt als websitebeheertool en CMS voor het midden- en kleinbedrijf:
- Gepersonaliseerde hoofdpagina's.
- Portfoliopagina's
- Clubpagina's
- Zakelijke pagina's